# 武見龍磨
武見 龍磨（たけみ りょうま、本名：武田 良史、1955年1月3日 - ）は、日本の俳優、演出家、演劇企画室「劇論◎三者会談」主宰。京都市生まれ。母親は元大映女優の小柳圭子。

## 経歴
1973年、京都市私立東山高等学校卒業後、京都造形芸術学院（旧藤川学園）グラフィックデザイン科に入学。1975年卒業後、京都の中堅広告代理店に入社。グラフィック・デザイナーとして活動する。
1977年、広告代理店を退社すると同時にグラフィック・デザイナーを廃業。俳優を志し上京する。劇団青俳の付属俳優養成所に入り、1年間の基礎訓練を受ける。本科終了後、1980年俳優事務所の現代制作舎に所属。また、1981年名倉ジャズダンススタジオに入り名倉加代子に師事。現代制作舎では6年間、小劇場公演、TVドラマ、映画などで活動。1986年退社。同年、俳優事務所の鈍牛倶楽部に所属。TVドラマ、映画などに出演する傍ら劇団東京壱組の創立に参加。同劇団では3作品に出演。
1990年 - 1995年、FMラジオドラマ「マイ・ロンリー・ハートランド」の主演を務める。同番組では毎回4〜5人の登場人物をひとりで演じ分ける経験をし、その後の俳優活動に大きなプラスとなる。
1990年 - 2002年の間、俳優事務所3社を渡り歩き、舞台、ラジオドラマ、TVドラマ、劇場映画、Vシネマ、CMナレーションで活動し、2002年8月劇団四季に入団。ミュージカル、ストレートプレイに出演する。もっぱら歌、ダンスの必要とされないキャラクターに配役されるが、ブロードウェイミュージカル『Wicked』ではついにソロナンバーのあるキャラクターで出演する。「死ぬ気で頑張った」と後に語った。6年間、9演目に出演し2008年に退団。
2009年4月、演劇企画室「劇論◎三者会談」を創立。俳優のほか劇作・演出家としての活動を開始。劇団という形をとらず、公演ごとに俳優を迎えて上演している。戦争、事件など歴史上の事実をモチーフとしたオリジナル作品を展開。
2010年1月、朝鮮人BC級戦犯を題材にした第1回公演『ビンタン・ブサール』（インドネシア語で“大きい星”の意）を東京・下北沢OFFOFFシアターにて上演。台本執筆にあたり、内海愛子著「キムはなぜ裁かれたのか」、NHK特集「BC級戦犯 獄窓からの声」に想を得ている。演出協力として盟友・大谷亮介の力を仰ぐ。『ビンタン・ブサール』の最大の特徴は登場人物15名を4人の俳優で演じ分けることにあり、俳優個々の技量が激しく問われることである。出演者のひとりである武見にとって先述のFMラジオドラマにおける経験が物を言う場ではあるが、彼は1役だけで他の3人の俳優で14役を演じ分けなければならなかった。3人にとってひたすら大変な思いをした演目だった。
2010年10月、恵泉女学園大学（東京都・多摩市）からの依頼により『ビンタン・ブサール』を上演する。今公演は出演者6名で上演した。
武見は演劇活動の一環としてインドネシア、ベトナム、カンボジアへの取材を積極的に行っており2009年、2010年にジャカルタ、スラバヤ、バリ、ハノイ、カントー、ホーチミンシティ、ホイアン、シェムリアップ、プノンペンなどの都市に数回訪れている。特に2010年11月21日〜12月8日のカンボジア、ベトナム旅行では現地での取材結果(画像1200カット、映像130分、音声50分)をまとめ2011年1月「カンボジア、ベトナム18日間－見たこと、聞いたこと、全部見せます話します会」〜(旅の報告会)とタイトルを付けセミナーを開催した。
2011年1月、全国公演バージョンとして朗読劇『ビンタン・ブサール』を書き上げ、2011年3月東京都世田谷区内のホールにて上演した。公演日はVTRの撮影を行い、編集後PVとして展開している。

## 出演歴

### 舞台
- 「亡者たちの宴」現代制作舎
- 「影の少女」劇団魔笛
- 「愛は頭にくる」劇団東京壱組
- 「大漫才」劇団東京壱組
- 「幸せの黄色くもない石」劇団東京壱組
- 「海光」横浜アリーナ公演
- 「荒城の月」民音全国公演
- 「ザ・近松」松竹日生劇場
- 「水の華」松竹プロモーション全国公演
- 「イースト・イズ・イースト」劇工房ライミング
- 「83days」劇団天才ホテル
- 「孤児マリア」シアタープロジェクト・ハトリ  他

《 劇団四季 》（2002年8月 - 2008年）
- 「アンデルセン」
- 「クレイジーフォーユー」
- 「夢から醒めた夢」
- 「ミュージカル異国の丘」
- 「ミュージカル南十字星」
- 「ウィキッド」
- 「アンドロマック」
- 「エクウス（馬）」
- 「この命誰のもの」

### テレビ
- 噂の刑事トミーとマツ 第1シリーズ 第7話 第16話 第33話（1979年 - 1981年、TBS）(武見潤)
- 特捜最前線（第140回）ハナコ・少女売春の街!（1979年12月5日、ANB）(武見潤)
- 特捜最前線（第146回）殉職I・津上刑事よ永遠に!（1980年1月23日、ANB）(武見潤)
- 特捜最前線（第147回）殉職II・帰らざる笑顔！（1980年1月30日、ANB）(武見潤)
- 電子戦隊デンジマン 第19話「私の星の王子さま」（1980年、ANB） - 松本直也 役 (武見潤)
- 大捜査線シリーズ　追跡 第6話「裏切りの街・大都会」（1980年、CX）- 氷野真介役 (武見潤)
- ザ・ハングマン 燃える事件簿（1980年、ABC） (武見潤)
- 銀河テレビ小説 116作 太郎の卒業（1981年4月6日- 5月1日、NHK） (武見潤)
- ポーラテレビ小説 第27作 愛をひとつまみ（1981年10月5日 - 1982年4月2日、TBS）
- 土曜ドラマ 価格破壊（1981年11月7日 - 21日、NHK） (武見潤)
- 銀河テレビ小説 125作 天からやって来た猫（1982年1月4日- 1月29日、NHK） (武見潤)
- 女捜査官（1982年3月 - 5月、ABC）- 原口刑事 (武見潤)
- 影の軍団III 第9話 仮面と毒薬（1982年6月1日、KTV） 三郎次 (武見潤)
- 刑事ガモさんシリーズ 女子大生危険な帰り道（1982年7月3日、TBS） (武見潤)
- 新・必殺仕舞人 第13話「別れ囃子は阿波踊り」（1982年9月24日、ABC） - 文吾 (竹見潤)
- 太陽にほえろ!（第569回）ホームラン（1983年9月、NTV） (武見潤)
- 電撃戦隊チェンジマン 第26話「麻衣20歳の初恋」（1985年、ANB） - 東郷直人 (武見潤)
- 遠山の金さん（第147回）夕陽の決斗　妻よ静かに眠れ！（1985年6月、ANB）(武見潤)
- もめん家族（1986年3月、フジ系THK）(武見潤)
- 暴れん坊将軍II（第181回）夢かるた、師走の謎唄!（1986年12月27日、ANB）(武見潤)
- 六本木ダンディーおみやさん 第10話「警官が盗難被害届を出した連続強盗事件」（1987年12月、ABC）
- 今日の日をこそ（1988年3月、TBS）
- 名無しの探偵 第4話 愛の死角（1988年4月26日、NTV）
- 暴れん坊将軍III 第32話「幽霊も泣きます! おんな坂」（1988年8月）- 清次
- 残された手首（1988年12月、テレビ東京）
- 土曜ワイド劇場「尼さん探偵名推理」第1作「吊り鐘から死体！破戒尼トリオ危機一髪」（1989年4月15日、朝日放送）- 川部敏彦
- ゴリラ・警視庁捜査第8班（1989年10月、テレビ朝日）
- 火曜サスペンス劇場 小さな証言者 パパが殺された! あの子は嘘つき少女?（1989年9月12日、テレビ朝日）
- 月影兵庫あばれ旅 第1シリーズ 第7話「悪党だます悪い奴」（1989年11月24日、テレビ東京） - 鈴木
- 火曜サスペンス劇場 森村誠一の電話魔 「未亡人は夜、電話をかける! 伝言ダイヤル連続殺人事件」（1990年3月6日、日本テレビ）
- 桜子は帰ってきたか（1991年12月7日、ANB）
- 土曜ワイド劇場 夜の街殺人事件1（1992年2月8日、テレビ朝日）
- 火曜サスペンス劇場 緋の川 赤い衝動が誘う連続殺人（1992年3月3日、日本テレビ）
- ご存知！旗本退屈男VII 危うし!加賀百万石 謎の豪商の底知れぬ野望!美女二人・秘められた過去!!（1992年3月26日、テレビ朝日）
- 土曜ワイド劇場 刑事神崎省吾事件簿 椿の入れ墨をした女 警官殺し!残された言葉「クロ」の謎?（1992年8月22日、テレビ朝日）
- 将軍家光忍び旅II 第17話 絹の村、引き裂かれた夢（1993年1月、テレビ朝日） - 弥吉
- 月曜ドラマスペシャル 西新宿俳句おばさん事件簿(1) 私でない私の犯罪（1993年4月19日、TBS）
- 水戸黄門（第22部） 第2話 旅のはじめの鬼退治-佐倉-（1993年5月24日、TBS）- 芳松
- 火曜サスペンス劇場 灰色無罪（1993年7月27日、日本テレビ）
- 土曜ワイド劇場 津軽海峡をわたる女（1994年2月12日、テレビ朝日）
- 火曜サスペンス劇場 検察審査員（1994年3月8日、日本テレビ）
- 月曜ドラマスペシャル 西新宿俳句おばさん事件簿(2)霊園ツアーの犯罪（1994年5月9日、TBS）
- 土曜ワイド劇場 北都殺人紀行（1995年2月25日、テレビ朝日）
- 月曜ドラマスペシャル 交通刑務所・刑務官(1)その夜、車はなぜ別の道を通ったか?（1995年5月29日、TBS）
- 刑事追う! 第11話 目撃証言（1996年6月17日、テレビ東京）
- 水戸黄門（第24部） 第31話「お銀の身替り花嫁 -弘前-」（1996年4月29日） - 多吉
- 土曜ワイド劇場 偽造法廷 レイプの夜に疑惑の完全アリバイ!?新米弁護士と先輩女検事の対決（1996年5月25日、テレビ朝日）
- 遠山の金さんVS女ねずみ 第14話「花嫁惨殺!完全犯罪を裁く」1997年5月24日、テレビ朝日）- 石川志津馬
- 次郎長三国志 勢揃い二十八人衆喧嘩旅!（1998年1月3日、テレビ朝日）- 布橋の兼吉
- 土曜ワイド劇場 華やかな喪服（1998年4月4日、テレビ朝日）
- 金さんVS女ねずみ 第7話「毒殺!千両富くじの妻」1998年5月30日、テレビ朝日）- 定八
- 大岡越前（第15部）第6話 大江戸韋駄天競走（1998年10月5日、TBS）- 田所芳太郎
- 水戸黄門（第28部） 第7回 あっ!印籠がない－袋井－（20004月24日、TBS）- 大黒
- 天国までの百マイル（2001年4月26日、テレビ東京）
- 土曜ワイド劇場 大惨事 ツアーバス転落!（2001年7月7日、テレビ朝日)
- 宮部みゆきミステリー パーフェクト・ブルー 第1話 死体が消えた?! 残酷な嘘…女性探偵が追う悲しい真実（2012年10月8日、TBS）

### 映画
- あんねの日記（1983年3月25日、）- 峰岸五郎 (武見潤)
- 未熟な下半身（1984年9月29日、）- 木村隆志 (武見潤)
- イヴちゃんの姫（1984年11月3日、）- 福永 (武見潤)
- 初夜の海（1984年12月22日、）- 宮本 (武見潤)
- 制服百合族 悪い遊び（1985年3月23日、）- 安西孝 (武見潤)
- 女医肉奴隷（1986年3月8日、）- 宮野徹 (武見潤)
- ノストラダムス戦慄の啓示（1994年9月10日、東映）
- Zの回路 復讐の裏ゴト師（1996年3月2日、パル企画）- 柳
- 手紙 (2003年10月11日、ビジュアルアート研究所=ギャガ・ヒューマックス）

### Vシネマ
- 不可思議物語 やさしくって少しばか（1988年、パル企画）- 男
- 実録・史上最大の抗争 義絶状1（2002年8月） - 三代目山王会若頭補佐 村秀組組長 村田秀信
- 実録・史上最大の抗争 義絶状2（2002年10月） - 丸和会 村秀組組長 村田秀信

### その他(映画・テレビ・Vシネマ)
- 「おーい」
- 「新・GONIN」

### FMラジオドラマ
- 「マイ・ロンリー・ハートランド」

### CD
- 「ウィキッド」 劇団四季キャスト盤

### CM
- アイフル 「本当の愛」篇（2019年）